# Krug
 Ovo je glavno značenje pojma Krug. Za druga značenja pogledajte Krug (razdvojba).
Krug je skup svih točaka u ravnini čija je udaljenost od određene točke, koja se zove središte kruga, manja ili jednaka određenomu broju, koji se naziva polumjer kruga. Krug je omeđen kružnicom.
Krug sa središtem u točki (a, b) i polumjerom r, kao skup točaka u ravnini uz pomoć Kartezijevih koordinata zapisuje se:
{\displaystyle K=\{(x,y)\in {\mathbb {R} ^{2}}:(x-a)^{2}+(y-b)^{2}\leq r^{2}\}}
Površina kruga polumjera r je r2 π (vidi π).

Opseg kruga polumjera r je 2 r π.